# 假北岭黄堇
假北岭黄堇（学名：Corydalis pseudofargesii），为罂粟科紫堇属下的一个植物种。